# Вежа (Њамц)
Вежа (рум. Veja) насеље је у Румунији у округу Њамц у општини Станица. Oпштина се налази на надморској висини од 330 m.

## Становништво
Према подацима из 2002. године у насељу је живело 244 становника, од којих су сви румунске националности.